# سبدک اصل
سبدک اصل (نام علمی: Corbicula leana) نام یک گونه از سرده سبدک است.